# Michael Bryan (Leichtathlet)
Michael Giovanni Bryan (* 9. Juni 1992 in Fort Campbell, Tennessee, USA) ist ein deutsch-US-amerikanischer Leichtathlet, der sich auf Sprints spezialisiert hat. Er lief auch Staffeln. Bryan hat eine deutsche Mutter und besitzt eine doppelte Staatsbürgerschaft.

## Berufsweg
Michael Bryan war von 2007 bis 2010 auf der Ellison High School in Killeen (Texas). Von 2010 bis 2015 besuchte er die Texas A&M University (TAMU), die er als Bachelor in Sportmanagement abschloss. Bryan möchte nach seiner sportlichen Laufbahn eine Trainerstelle an einer Universität annehmen.

## Sportliche Laufbahn
Seit dem siebten Schuljahr bestritt Bryan Laufwettbewerbe, und die ersten zwei Jahre auf der Highschool startete er bei diesen, um für Football in Form zu bleiben. Nach der elften Klasse an der Highschool nahm er den Sport ernster und kam auf ein Leistungsniveau, dass er für die TAMU starten durfte.
2013 lief er auf der 60-Meter-Distanz unter die Top 10 der ewigen Bestenliste der TAMU.
2014 war Bryan Texas A&M-Rekordhalter mit der 4-mal-400-Meter-Staffel.
Seit 2016 startet er für Deutschland und kam bei den Deutschen Meisterschaften über 200 Meter auf den 7. Platz.
2017 wurde Bryan in Leipzig über 60 Meter mit persönlicher Bestzeit Deutscher Hallenmeister in 6,67 s und qualifizierte sich für die Halleneuropameisterschaften in Belgrad. In Erfurt kam er bei den Deutschen Meisterschaften im 100-Meter-Lauf auf den 4. Platz.

## Vereinszugehörigkeiten
Seit 2018 startet Michael Bryan für den LC Rehlingen. Ab 2016 war er bei der TSG 1862 Weinheim und davor beim Team der Texas A&M University (TAMU).

## Bestleistungen
(Stand: 18. Februar 2019)

Halle
- 60 m: 6,67 s (Leipzig, 18. Februar 2017)
- 200 m: 20,87 s (Fayetteville (Arkansas) 23. Februar 2013)

Freiluft
- 100 m: 10,30 s +1,7 (Austin (Texas), 23. Mai 2013)
- 200 m: 20,58 s +1,2 (Mannheim, 24. Juni 2018)
- 4 × 100 m: 38,30 s (Austin (Texas), 29. März 2014)
- 4 × 200 m: 1:20,75 min (Philadelphia, 27. April 2013)

## Erfolge
national (USA)
- 2011: Halle - Finalist (60 m)
- 2011: Freiluft - National Champion
- 2012: Halle - Finalist (60 und 200 m)
- 2012. Freiluft - Finalist bei Big12 Championships (60 und 200 m)
- 2013: Halle - Halbfinale (200 m)
- 2013: Freiluft - National Champion
- 2014: SEC Champion

national (Deutschland)
- 2016: 7. Platz Deutsche Meisterschaften (200 m)
- 2017: Deutscher Hallenmeister (60 m)
- 2017: 4. Platz Deutsche Meisterschaften (100 m)
- 2018: 5. Platz Deutsche Meisterschaften (200 m)
- 2019: 3. Platz Deutsche Hallenmeisterschaften (60 m)